# Acétate de trans-hex-2-ènyle
L'acétate de trans-hex-2-ènyle est un ester de l'acide acétique et de formule semi-développée CH3COOCH2CH=CHCH2CH2CH3 qui est utilisé comme arôme dans l'industrie alimentaire. Il possède une odeur de fruit frais et est un composant pour la création de saveurs fruitées. C'est un composant naturel qui se trouve dans de nombreux fruits et certaines huiles essentielles.